# マレー (出版社)
マレー（John Murray）はイギリスの出版社。19世紀にバイロン卿らの文芸書やチャールズ・ダーウィンの『種の起源』など重要な書籍を多く出版し、当時影響力の大きな出版社の一つであった。また同名の旅行ガイドブックシリーズを出版していたことも知られ、ドイツの『ベデカー』と共に近代的な旅行ガイドブックの始祖とされる。

## マレーの旅行ガイドの概要
ジョン・マレー3世が、従来のガイドブックに不満をもち「大陸旅行者のためのハンドブック」（A Handbook for Travelers on the Continent）を1836年に刊行したのが最初。その後、イギリス国内や「スイス案内」、「フランス案内」、「インド案内」などでシリーズ化。縦が7インチ（約18cm）、横が4と5/8インチ（約12cm）と小型で、厚みを抑えるように良質の薄紙が使用され、携帯性に配慮された。表紙は赤で、「レッド・ガイド」（Red Guide）との愛称も持った。ガイドブックといってもかなり詳細であり、たとえば 1891年に出た日本ガイドの第3版では、450頁強の厚さのなかに日本国内を65ルートに分けて解説している。
日本案内には以下がある。
- アーネスト・サトウ; A. G. S. Hawes (1884). Handbook for Travellers in Central & Northern Japan; being a guide to Tōkiō, Kiōto, Ōzaka, Hakodate, Nagasaki, and other cities (2nd ed.). London: J. Murray
- バジル・ホール・チェンバレン; W.B. Mason (1901), A Handbook for Travellers in Japan (6th ed.), London: J. Murray
- バジル・ホール・チェンバレン; W.B. Mason (1903), A Handbook for Travellers in Japan (7th ed.), London: J. Murray
- バジル・ホール・チェンバレン; W.B. Mason (1907), A Handbook for Travellers in Japan including the whole empire from Saghalien to Formosa (8th ed.), London: J. Murray
- Handbook for Travellers in Japan (9th ed.), London: J. Murray, (1913) + index

## 歴史
1768年、エジンバラ生まれの海軍士官であったジョン・マレー1世（John Murray I）がロンドンのアルバマール街に出版社を設立。その子のジョン・マレー2世はジョージ・ゴードン・バイロン、ジェーン・オースティンなどの文芸家と親交を持つことで、マレー社は文芸出版社としての地位を築いた。マレー2世の代にマリアーナ・スタークスによる旅行ガイドブック『大陸旅行者のための情報』を出版している（1820年）。
家業を継ぐことを期待されていたジョン・マレー3世（John Murray III）は、青年時代にヨーロッパ大陸に渡り、放浪してすごした。イギリスの上流階級ではグランドツアーが流行し、余暇としての旅行が一般化してくる前兆があらわれていた。
マレー3世は、旅先のミュンヘンからサミュエル・スマイルズに充てた手紙のなかで、スタークスの『大陸旅行者のための情報』がその土地の本当の見どころとありきたりのものとの区別がついていないと指摘。マレー3世は自身で新たなガイドブックの出版を決意した。
1836年、マレー3世はオランダ・ベルギー・ドイツ北部を対象にした「大陸旅行者のためのハンドブック」（A Handbook for Travelers on the Continent）を出版。つづいて、1838年に「スイス案内」・「南ドイツ案内」が、1843年に「フランス案内」が刊行。
ジョン・マレー3世は、またチャールズ・ダーウィン、サミュエル・スマイルズ、デイヴィッド・リヴィングストンらの書籍を出版した。
1851年にイギリス国内版として初めてのマレーのガイドブックである「デヴォンとコーンウォル」を刊行。このときに「マレーのガイドブック」と冠したシリーズとなる。19世紀末までにイギリス国内版だけで60種を越えるシリーズに発展した。
1859年、「インド案内」の初版が登場。1882年に「ボンベイ案内」・「マドラス案内」・「ベンガル州案内」の3編構成となったが、1892年に再び「インド案内」に統合、セイロンやビルマ地方のガイドも記載された。
1891年に、「日本案内」（A Handbook for Travellers in Japan）も出版されている。編集・執筆者としてバジル・ホール・チェンバレンら迎え刊行された。ラフカディオ・ハーンやウォルター・ウェストンの寄稿がなされ、現在では貴重な文献となっている。
しかし、1900年前後より、『ベデカー』の英語版や『ブルー・ガイド』、『ウォード・ロック』（Ward Lock）に追い上げられ、「インド案内」を除いて衰退を始めるようになった。ジョン・マレー4世の代に、シリーズ刊行の継続を断念し、版権をイギリスの地図出版社に売却した。
マレー社自体は20世紀後半、ジョン・マレー6世の代に買収され、現在では Hodder Headline 社の一部門となっている。

## 評価
マレーのガイドブックは、すでに述べたように、ドイツのベデカーと共に私的な旅行記の要素を排除した近代的な旅行ガイドブックの始祖とされる。
マレーの名前は20世紀にベデカーが席巻するまでは、英語圏で旅行ガイドブックの代名詞ともなった。例えば、江戸時代末に日本を訪れたアーネスト・サトウは道中記のことを日本の『マレー』と表している。